# ناپدید شدن فرش‌های کاخ سعدآباد
ناپدید شدن فرش‌های کاخ سعدآباد به ناپدید شدن ۴۸ تخته فرش نفیس کاخ‌موزه سعدآباد اشاره دارد. در ابتدا خبرگزاری فارس این موضوع را رسانه‌ای کرد و مسئولیت آن را به گردن دولت دوازدهم انداخت؛ ولی طرف مقابل آن را رد کرد.

## فرش‌ها
تصاویر این فرش‌ها در کتاب گنجینه تار و پود، مجموعه تصاویر دومین کلکسیون بزرگ فرش جهان در سال ۹۱ منتشر شده‌است. این فرش‌ها با استفاده از مواد اولیه باکیفیت و به دست هنرمندان سرآمد هنر فرش دستباف ایران بافته شده‌اند و هریک تاریخچه‌ای جداگانه دارند. مهم‌ترین آن‌ها قالی‌های «عمواوغلی» اند که از پشم بز و گوسفند بافته می‌شوند و به داشتن الگوها و طرح‌های متنوع و شاداب مشهورند.

## ناپدید شدن
خبرگزاری فارس، وابسته به سپاه پاسداران، روز یکشنبه ۳۱ اردیبهشت ۱۴۰۲، در گزارشی نوشت ۴۸ تخته فرش ارزشمند ملی از ساختمان حافظیه کاخ سعدآباد خارج و ناپدید شده‌اند. این فرش‌های نفیس بافت مشهد و اصفهان بودند و ارزش مالی تنها ۱۰ تخته آن‌ها معادل ۱۲۷ میلیارد تومان برآورد شده‌است. این خبرگزاری ناپدید شدن فرش‌ها را به دولت حسن روحانی نسبت داد و مدعی شد، همگی این فرش‌ها طی سه سال منتهی به ۱۳۹۵ مفقود شده‌اند. اما خبرگزاری ایلنا در نوشته‌ای مدعی شد سابقهٔ ناپدید شدن این فرش‌ها به قبل از دولت حسن روحانی بازمی‌گردد. عزت‌الله ضرغامی، وزیر میراث فرهنگی و گردشگری ایران در دولت سید ابراهیم رئیسی، نیز سرقت فرش‌های سعدآباد را مربوط به سال‌های ۹۵ و ۹۴ عنوان کرده و دستور بررسی آن را داده‌است.
مسعود سپهرزاد، رئیس اتحادیه فروشندگان فرش دستباف، نهم خرداد در گفت‌وگو با خبرگزاری ایلنا، خبر ناپدید شدن فرش‌های موزه سعدآباد را تکذیب کرد و گفت فرش‌ها از کاخ سعدآباد به موزه فرش ایران انتقال داده شدند. اما ساعاتی بعد مهران صحرایی، سرپرست موزه فرش، ضمن تکذیب گفته‌های سپهرزاد، انتقال تنها دو تخته فرش به این موزه را تأیید کرد.
به گفته محمود واعظی، رئیس دفتر حسن روحانی در دوران ریاست جمهوری او، خبر مفقود شدن این فرش‌ها مربوط به ابتدای دولت یازدهم است و نهاد ریاست‌جمهوری دولت روحانی از سال‌ها پیش به عنوان مدعی پرونده خود در حال پیگیری قضایی آن بوده است.
معاون حقوقی رئیس جمهور در دولت سیزدهم، گفت که متهم‌های مربوط به پرونده فرش‌های سرقتی سعدآباد از نظر دستگاه قضائی مشخص هستند و رسیدگی به این پرونده در حال پیگیری است.
محمد دهقان سه‌شنبه‌ 9 مرداد 1403 در بخشی از یک گفت‌وگوی تلوزیونی درباره آخرین وضعیت پرونده سرقت فرش‌های سعدآباد گفت: سرقت این فرش‌ها در دولت دوازدهم توسط معاون حقوقی همان دولت به قوه قضائیه اعلام شده بود و در این دولت هم پیگیری شد. خوشبختانه این موضوع در مرجع قضائی در حال پیگیری است.
به گزارش ایسنا، وی با بیان این‌که «در گزارش اولیه دولت قبل، سرقت ۴۸ تخته فرش از کاخ سعدآباد گزارش شده بود و بعد مرجع قضائی گفتند نه، ۴۲ تخته فرش به سرقت رفته است و ۶ تخته فرش را اشتباه گفته‌اند، اما ۴۲ تخته فرشی که به سرقت رفته است، روشن است.» خاطرنشان کرد: متهم‌ها از نظر دستگاه قضائی مشخص شده است و قاضی خوبی بر پرونده حاکم است و پیگیری می‌شود.
وی گفت: واقعاً این فرش ها، فرش‌های نفیسی است و اهمیت مهم و بالایی دارد به لحاظ تاریخی، چون این فرش‌ها بخشی از زمان قاجار است. امیدواریم هرچه زودتر این فرش‌ها برگردد و متهمین هم باید مجازات شوند و منتظر دستگاه قضائی هستیم که براساس همان چیزی که خود دادستان ویژه روحانیت اعلام کرده و برخی از قضات اعلام کرده‌اند، ان‌شاءالله هرچه زودتر این مسئله به نتیجه برسد.

## جستار وابسته
- ناپدید شدن مجسمه‌های شهر تهران